# Tarsaster
Tarsaster is een geslacht van zeesterren uit de familie Asteriidae.

## Soorten
- Tarsaster alaskanus Fisher, 1928
- Tarsaster cocosanus (Ludwig, 1905)
- Tarsaster fascicularis (Perrier, 1881)
- Tarsaster galapagensis (Ludwig, 1905)
- Tarsaster stoichodes Sladen, 1889